# 핀란드의 역사
핀란드의 역사는 기원전 9000년경부터 현재까지 이어진 핀란드의 역사를 말한다.

## 라하시대 ~ 중세 시대
빙하기때 핀란드 땅을 뒤덮었던 얼음이 녹기 시작하면서 석기시대인 기원전 9000년경부터 사람들이 살기 시작했다고 한다. 첫 거주자들은 수렵 채집인들이었을 것이다. 5000년 전부터는 토기
도 발견된다. 우랄어족(또는 우랄-알타이어족)의 일파인 핀우그리아어파 사용자들이 동쪽으로부터 핀란드에 들어와 북부의 소수민족인 사미인들이 사용하는 사미어는 둘다 핀우그리아어파에 속한다. 기원전 3200년경 핀란드 남부에 '전부(전투용 도끼) 문화'(혹은 빗살무늬토기 문화)가 들어온 것이 신석기 시대 농경문화의 발단으로 여겨진다. 하지만 그 후로도 북부와 동부에서는 수렵과 어업이 주로 행해졌다. 청동기 시대(기원전 1500년-500년)와 철기 시대(기원전 500년-서기 1200년)에는 스칸디나비아와 루스 북부, 발트 해 연안 지방과의 교류가 활발하였다. 이 시기에는 로마 제국의 유물도 발견된다. 3세기 이후로는 수장과 같은 귀족 집단이 있었다는 것을 화려하게 장식된 무덤들을 통해 알 수 있다. 그러나 중앙 권력 사회로의 발전은 이후 바이킹 시대 때도 이루어지지 않았다.
바이킹 시대 이후 핀란드에 일난 중대한 변화는 기독교의 전래와 스웨덴 왕국의 영토로 편입된 것이다. 12세기 중엽에 스웨덴 왕 에리크 9세의 십자군이 핀란드에 진입해옴으로써 기독교가 전파되었다는 전통이 있지만 고고학 연구에 따르면 11세기때부터 기독교의 전래가 시작되었다고 한다.
핀란드가 중세 유럽의 문화권에 본격적으로 편입된 것은 13세기경이다. 당시 스웨덴 왕국과 덴마크 왕국, 루스 북서부의 노브고로드 공화국, 독일 십자군 기사단 등은 모두 여러 수장이 다스리던 핀란드를 지배하는 데 관심을 가지기 시작했다.
스웨덴 역대 왕들은 기회가 있을 때마다 핀란드에서 스웨덴 영토를 확장했으며 자세하진 않지만 스웨덴의 섭정 비르게르 백작이 1238년 혹은 1249년 십자군 원정을 통해 스웨덴의 핀란드 지배의 터를 단단히 다진 것으로 여겨진다.
노브고로드는 핀란드 바로 동쪽의 카렐리야(현재는 러시아령 카렐리아 공화국) 지방을 다스리게 되었다. 카렐리야인들은 언어면에서 핀란드인들과 가까운 관계이다. 그리하여 로마 가톨릭과 동방정교회의 경계선이 핀란드 동쪽에 그어지게 되었다.
1249년 무렵에는 도미니쿠스 수도회가 핀란드에 들어와 커다란 영향을 끼쳤다. 14세기 초 파리 대학에 핀란드 학생들이 다녔다는 기록이 있다. 또 핀란드 서남부의 투르쿠는 스웨덴 왕국의 주요 도시 중 하나가 되었다. 독일인 상인들과 장인들도 투르쿠에 거주하였다. 하지만 투르쿠 이외에는 도시화가 거의 일어나지 않았다.
스웨덴의 영향은 커져갔다. 스웨덴인들은 핀란드 남부와 북서쪽 해안 지방, 올란드 제도, 투르쿠와 올란드 제도 사이의 여러 섬에 많이 정착하였다. 이들 지역에서는 오늘날도 스웨덴어가 많이 쓰인다. 스웨덴어는 이외 지역에서도 높은 계층이 사용하는 언어가 되었다. 지배 계층은 스웨덴인과 독일인 귀족들이 거의 대부분이었지만 핀란드인 하위 귀족들도 생겨났다. 1362년에는 핀란드 대표자들이 스웨덴 국왕 선출에 참가할 수 있게 되었다.
핀란드의 동쪽 국경은 비푸리(Viipuri, 스웨덴어 뷔보리 Vyborg)요새가 지켰다. 1323년에는 스웨덴과 노브고로드가 뇌테보리(Nöteborg) 평화조약을 맺었으나 오래 가지 않아 1348년에는 스웨덴왕 망누스 4세가 '이단 집단'을 정벌하려 '십자군 원정'을 시도했으나 실패했다. 보트니아 만의 북쪽 해안과 핀란드 동부의 사보(Savo) 지역이 스웨덴과 노브고로드 사이 최고 분쟁 지역이어서 그 후로도 때때로 작은 분쟁이 계속되었다. 한편 스웨덴 왕국은 1380년대에 내전에 휩싸였다. 결국 덴마크의 마르가레테 1세 여왕이 스웨덴 귀족들의 지원을 받아 1389년 스웨덴 왕을 몰아냈고 그의 조카 포메라니아의 에리크가 1397년 스웨덴-노르웨이-덴마크의 연합왕으로 즉위할 때 핀란드도 이에 편입되었다(칼마르 연합).
이후 130년간은 (스웨덴과 핀란드를 모두 다스리던)스웨덴 귀족들과 덴마크 왕가 사이의 마찰로 점철되었다. 핀란드도 이따금 이런 분쟁에 휘말렸지만 15세기는 대체로 안정되고 풍족한 시기였다. 인구는 증가하였으며 경제는 발전하였다. 하지만 15세기 후반 동쪽 국경의 사정은 달라지기 시작했다. 모스크바 대공국이 노브고로드를 정복하여 통일된 모스크바의 기초를 다졌으며 곧 스웨덴과 모스크바 대공국의 관계에는 긴장이 고조되었다. 1495년에서 1497년까지 이들 사이 격렬한 전쟁이 벌어졌는데 비푸리 요새는 포위되었다. 당시 전설에 따르면 기적으로 인해 구출되었다.

## 16세기 ~ 18세기: 스웨덴 제국, 이성의 시대
1521년 칼마르 연합은 결국 와해되었고 구스타브 1세 바사는 스웨덴을 안정된 독립 왕국으로 만들면서 핀란드를 이에 포함시켰다. 그의 지배 아래 스웨덴과 함께 핀란드에서도 루터교로 개종하는 종교개혁이 일어났는데 여기에는 독일 비텐베르크에서 마르틴 루터에게 수학한 미카엘 아그리콜라의 공이 컸다. 아그리콜라는 신약성서를 핀란드어로 번역하여 1551년 출판하였다. 또 국가 행정도 크게 개혁되었다. 1550년에는 헬싱키가 건설되었다. 하지만 헬싱키는 건설 후 처음 2백년간은 작은 어촌에 지나지 않았다.
1560년 구스타브 바사가 죽은 뒤 그의 아들 세 명이 돌아가며 왕이 되었다. 에리크 14세는 영토 확장 정책을 펴 에스토니아의 탈린을 스웨덴 왕 보호령으로 만들었다. 그 후 160년간 에스토니아와 라트비아(리보니아)를 두고 스웨덴과 덴마크, 폴란드, 모스크바 간에 크고 작은 전쟁이 계속되었다. 핀란드인들은 징집과 높은 세금으로 크게 고생하였다. 결국 1596년에는 '곤봉 전쟁'이라 불리는 농민 반란이 일어났으며 이는 잔혹하게 진압되었다.
16세기에는 농경지가 확대되었다. 스웨덴 왕실은 사보(Savo) 주의 농민들이 핀란드 중부를 개간하는 것을 장려했다. 이로 인해 원래 있던 사미인들은 밀려나고, 카렐리야인들은 수렵, 어업지대를 빼앗기기도 했다. 1580년대에는 핀란드인 농민들과 카렐리야인들 간에 게릴라식 유혈 충돌도 벌어졌다.
스웨덴 왕 구스타브 2세 아돌프(재위 1617년-1632년)는 군사 개혁을 단행하여 스웨덴의 군대를 유럽 최고 수준으로 훈련시키고 핀란드를 동방 전초 기지로 활용하였다. 리보니아 정복은 완수되었으며 당시 내분 상태이던 모스크바 영토 일부도 스웨덴에게 넘어갔다. 1630년에는 스웨덴 군이 유럽 중부에서 한창 벌어지던 30년 전쟁에 개입했다. 이 때 스웨덴 군의 일부이던 핀란드의 경기병대 '하카펠리탓'(Hakkapeliitat)은 용맹성과 잔혹성으로 악명을 떨쳤다.
1648년 30년 전쟁에 마침표를 찍은 베스트팔렌 조약 이후 스웨덴은 유럽의 강대국(스웨덴 제국)으로 급부상하였다. 전쟁기간 중 핀란드에서는 몇가지 중대한 발전이 있었다.
- 1637년-1640년과 1648년-1654년에는 페르 브라헤 백작이 핀란드 총독으로 재임했다. 그는 수많은 개혁을 단행하고 여러 도시를 건설하였다. 그의 재임은 핀란드에 매우 긍정적인 영향을 끼친 것으로 인정된다.
- 1640년 브라헤 백작의 건의에 따라 크리스티나 여왕은 핀란드 최초의 대학인 오보 아카데미(Åbo Akademi)를 투르쿠에 세웠다. 오보는 투르쿠의 스웨덴어 명칭이다. 오보 아카데미는 유럽에서 유일하게 여성이 세운 대학이라는 말이 있다.
- 1642년 드디어 성경 전체가 핀란드어로 출판되었다.

하지만 높은 세금과 계속되는 전쟁, 추워진 기후(소빙하기)로 인해 스웨덴 제국시대는 핀란드의 보통 사람들에게는 어려운 시기였다. 1655년에서 1660년까지 다시 전쟁이 일어나 핀란드 군인들은 리보니아, 폴란드, 덴마크의 전장에 보내졌다. 1676년에 스웨덴은 절대왕정이 되었다.
핀란드 중부와 동부에서는 타르가 대규모로 생산되어 수출되었다. 1697년-1699년에는 기후로 인한 기근으로 인해 핀란드 인구의 30%가 사망했다. 곧이어 스웨덴 왕 칼 12세의 무리한 군사정책으로 시작된 대북방 전쟁(1700-1721)에서 핀란드의 국토는 모스크바의 대대적 침공으로 일대 타격을 입었다.
18세기 핀란드는 모스크바 군이 점령했으며 비푸리를 비롯한 핀란드의 남동부 일대는 우시카우풍키(Uusikaupunki) 조약을 통해 모스크바에 넘어갔다. 스웨덴은 강대국 지위는 잃었고 모스크바는 새로이 강국으로 부상하고 있었다. 그 때는 스웨덴의 절대 왕정이 끝이 난 시기인 데다가 이미 지금의 입헌 군주제가 시행된 뒤였다.
구스타브 3세가 러시아와 전쟁(1788-1790)을 하는 틈을 타 핀란드 장교들이 무장봉기 하기도 했다.

## 19세기: 러시아령 핀란드 대공국과 민족주의
나폴레옹 전쟁 중에 핀란드 영토를 둘러싼 열강의 외교전이 전개된 끝에 1808년 핀란드는 핀란드 전쟁 도중 러시아의 알렉산드르 1세의 군대에 의해 점령당했다. 그로부터 핀란드 대공국은 1917년까지 제정 러시아의 땅이 되었다. 1812년에는 카렐리야가 핀란드에 되돌려졌다.
이 기간 핀란드 농민들은 러시아의 농노들과 달리 자유로웠는데, 이는 구스타브 3세의 1772년 헌법이 유지되었기 때문이었다. 19세기에는 산업화가 시작되었다.
19세기에는 핀란드 민족주의의 부흥이 있었다. 중세에는 독일어, 라틴어, 스웨덴어가, 16세기와 17세기 이후에는 스웨덴어가 핀란드의 행정과 교육에서 주요 언어로 쓰였지만 핀란드어가 쓰이는 비중은 민족주의와 함께 커졌다. 스웨덴어를 쓰던 권력층들은 핀란드어와 핀란드 문화를 장려하기 시작했다.
엘리아스 뢴로트는 1835년-1849년에 민족 서사시 칼레발라를 저술하여 민족주의에 불을 붙였다. 1892년 핀란드어는 드디어 스웨덴어와 비교할 만한 공식 지위를 얻게 되었고 곧 핀란드어가 정부와 사회를 지배하게 되었다.
1906년에는 일원 국회가 출범하여 보통 선거제로 뽑혔는데, 유럽에서 최초로 여성들에게도 선거권이 주어졌다.

## 20세기: 독립과 내전, 제2차 세계 대전
제1차 세계대전 말기인 1917년에 핀란드는 독일제국의 공국인 헤센카셀(Hessen-Kassel)가를 핀란드의 왕가로 받아들여 독일제국으로부터 책봉을 받는 형식상의 제후국이 되었다. 1918년에는 러시아 혁명의 여파 속에 핀란드는 좌우 진영으로 갈라져 내전을 치렀다. 단기간에 공산주의·무정부주의 연합 반란 세력의 패배로 끝이 났지만 핀란드 내전은 핀란드 현대사 중 가장 아픈 기억 중의 하나이다.
이때 핀란드 정부는 반란 세력 진압에 독일의 지원을 받을 수밖에 없었는데 그해 11월 11일 독일이 제1차 세계대전에서 패배하는 바람에 독일의 위성국가로 전락하는 것을 면할 수 있었다. 그 후 핀란드는 공화국으로 독립하였다.
핀란드와 소련과의 관계는 좋지 않았다. 특히 내전 이후 핀란드 내에는 반공 감정이 강했다. 결국 제2차 세계 대전 중에는 핀란드는 소련과 2차례에 걸쳐 전쟁을 벌이게 되었다.
1939년 8월 23일 소련은 나치 독일과 리벤트로프-몰로토프 밀약을 맺어 중앙유럽, 동유럽, 북유럽의 일부를 독일과 소련이 각각 분할하기로 하는 비밀 의정서를 만들었다. 이 의정서에서 핀란드는 소련의 영향권에 두기로 인정받았다. 이후, 소련의 이오시프 스탈린은 발트 3국을 점령하고 핀란드에게도 영토 일부를 넘겨줄 것을 요구했다. 핀란드는 이를 거절하였고 1939년 겨울 전쟁이 소련의 침공으로 시작되었다. 소련은 발트 3국과 마찬가지로 핀란드도 간단히 점령한다는 계획이었으나 핀란드는 국가의 생존을 걸고 저항하였다. 칼 구스타프 에밀 만네르헤임 장군의 선전(善戰)에도 불구하고 1940년 끝내 패배로 끝나, 원래 소련의 요구보다 많은 영토를 내주어야 했다. 1941년-1944년에는 독일의 지원을 받아 영토 회복을 위한 제2차 소련-핀란드 전쟁 (일명 '계속 전쟁')이 벌어졌다. 처음에는 영토를 회복하는 데 성공했지만 소련의 반격에 다시 잃었다. 결국 1944년에 핀란드는 소련에게 영토를 더 내어주는 정전 협정을 맺어 소련은 과거 휴전 조약에 따른 카렐리야-핀란드 소비에트 사회주의 공화국과 더불어 핀란드 동부 거의 대부분 영토를 병합하였다. 1944년-1945년에는 같은 편이던 독일군을 핀란드 북부에서 몰아내기 위한 라플란드 전쟁이 벌어졌다.

## 제2차 세계 대전 이후
1947년 2월 10일 파리 조약으로 일부 지역을 소련에게 햘양하고 3억 달러를 배상하게 된다. 그 이후 전후 재건은 점차 이루어졌다. 전후 핀란드의 지도자들은 구소련과의 친선 관계 유지에 최선을 다했으나 오히려 서유럽과의 관계가 더 긴밀했다. 하지만 핀란드를 서방과의 무역 창구로 이용하려는 구소련의 경제정책에 따라, 주요 무역 국가는 구소련이었는데, 구소련과의 원만한 무역 관계는 핀란드가 경제발전을 하는 데 기여했다.
그러면서도 핀란드는 자유 민주주의 와 시장 경제를 유지하였다. 핀란드는 다른 북유럽 국가들과 긴밀이 협조하면서도 외교적인 중립 정책을 선언했는데 이러한 정책을 핀란드화 라고 부르기도 한다. 1995년 1월 1일 핀란드는 오스트리아, 스웨덴 와 함께 유럽 연합에 가입하였다.
그리고  2023년 4월4일 나토에 가입해 31번째 나토 가입국이 되었다.

## 같이 보기
- 제2차 세계 대전의 외교사
- 고중세 핀란드의 전쟁
- 핀인
- 스웨덴의 핀란드 지배
- 핀란드의 대통령 목록
- 핀란드의 총리 목록
- 핀란드의 정치
- 핀란드사 연표
- 핀란드어